# Golfarchitekt
Ein Golfarchitekt oder Golfplatzarchitekt befasst sich mit der Planung, Gestaltung und Bauüberwachung von Golfplätzen. Michael J. Hurdzan definiert die Aufgabe des Golfarchitekten als „Theorie und Praxis, die gefordert sind, um ein Gelände derart zu gestalten, dass darauf Golf gespielt werden kann.“

## Planung von Golfplätzen
Zu Beginn eines Golfplatzprojektes steht eine Geländeanalyse und Machbarkeitsstudie. Erstere führt der Golfarchitekt selbst durch, hierbei prüft er das Gelände bezüglich relevanter Eigenschaften wie etwa Bodenbeschaffenheit, strategischer Eignung und auch möglicher umwelttechnischer Einschränkungen. Diese Informationen fließen in die Machbarkeitsstudie ein, die eine wirtschaftliche Prognose für die Bauphase und den Betrieb des Golfplatzes stellt. Normalerweise kooperiert der Golfarchitekt dabei mit auf Marktanalysen spezialisierten Firmen oder Einzelpersonen.
Anschließend erfolgen mehrere Geländebegehungen, bei denen der Golfarchitekt einen ersten Routing-Plan für die Golflöcher erstellt und auch infrastrukturelle Einrichtungen (Clubhaus, Parkplatz) grob lokalisiert. In dieser Phase werden auch die agronomischen Eckdaten genauer ermittelt, um eine Vorstellung von den zu erwartenden Besonderheiten und Kosten der langfristigen Platzpflege zu bekommen. Insbesondere Art und Umfang von Bewässerung und Drainage sind dabei zentrale Themen.
Am Ende steht eine umfangreiche Studie, die auch mehrere Alternativen für Anlagen unterschiedlicher Qualität und Kosten beinhalten kann. In Ländern wie den USA werden oftmals auch verschiedene auf dem Markt befindliche Grundstücke gegeneinander evaluiert, in Mitteleuropa ist es aufgrund der dichteren Besiedlung äußerst selten, dass mehr als ein Areal zur Verfügung steht.

## Bau von Golfplätzen
Ist die Entscheidung zur Realisierung des Projekts gefallen, so erstellt der Golfarchitekt die Baudokumente. Dazu gehören Detailpläne, die Unterlagen zur Erlangung der amtlichen Genehmigungsbescheide und Einhaltung der Umweltauflagen sowie der endgültige Routingplan. Auf Basis dieser Dokumente kann der Bau des Golfplatzes ausgeschrieben werden, sofern der Golfarchitekt oder der Investor nicht mit einer festen Baufirma zusammenarbeitet.
Für die eigentliche Bauphase gibt es keine feststehende Abfolge von Arbeiten, da dies sehr stark von der Beschaffenheit und Struktur des Geländes abhängig ist. In der Regel beginnt man aber mit dem Abstecken aller wichtigen Elemente des Golfplatzes mittels Pflöcken und Fähnchen. Als Nächstes erfolgen das Roden und Säubern des Geländes, sodann der Abschub des Oberbodens. Anschließend wird die Drainage verlegt und die Grab- und Füllarbeiten zur Ondulation des Geländes beginnen. Bei der Feinmodellierung des Geländes wird mit einer Genauigkeit von bis zu ±15 cm gearbeitet. Danach wird der abgeschobene Oberboden großflächig wieder aufgetragen und es beginnt die Konstruktion von Abschlägen, Grüns, Bunkern und sonstigen manuell zu errichtenden Elementen des Golfplatzes. Mit Abstand am aufwändigsten ist dabei der Aufbau der Grüns, für den es eine Reihe verschiedener Methoden gibt. Der nächste Schritt ist der Einbau eines Beregnungssystems und einer Pumpenstation; jedoch wird aus Kostengründen gelegentlich darauf verzichtet, insbesondere in Gebieten mit üppigen Niederschlägen. Zuletzt erfolgt die Begrünung mittels Rasensoden und Dünger sowie die Erstpflege. Diese mehrmonatige Phase ist die am wenigsten arbeitsintensive, aber dennoch kritischste des ganzen Projekts, da der Golfplatz dann noch äußerst anfällig für Umwelteinflüsse ist.

## Ausbildung des Golfarchitekten
Es gibt keinen internationalen Standard, nach dem Golfarchitekten ausgebildet werden. Da in Deutschland die Berufsbezeichnung Architekt geschützt ist, bezeichnen sich diejenigen, die diesen Beruf ausüben ohne in einer Architektenliste eingetragen zu sein, zumeist als Golfplatzdesigner. Jedoch spezialisieren sich insbesondere Landschaftsarchitekten häufig auf den Bau von Golfplätzen. Daneben gibt es aber auch Autodidakten, die sich beispielsweise als Berufsgolfer eine gewisse Reputation erworben haben und diese für die Akquise von Golfplatzprojekten nutzen. Der wirtschaftlich erfolgreichste Vertreter aus diesem Bereich ist Jack Nicklaus, in Deutschland wäre Bernhard Langer zu nennen. Auch der Beruf des Greenkeepers vermittelt relevantes Wissen und dient in einigen Fällen als Grundlage für eine Karriere im Bereich der Golfarchitektur.
Trotz des Fehlens eines offiziellen Ausbildungsweges gibt es dennoch eine Vielzahl von Institutionen und Programmen, die Berufsanfängern eine solide Qualifizierung ermöglichen. In Europa haben sich im Jahr 2000 die drei größten Verbände von Golfarchitekten zusammengeschlossen zum European Institute of Golf Course Architects. Diese Organisation entwickelte in der Folge ein zweijähriges Ausbildungsprogramm, ein Master-Studiengang befindet sich in Planung. In den USA existiert mit der American Society of Golf Course Architects ebenfalls ein starker Verband, der etwa 80 % aller Golfarchitekten vertritt und über strenge Aufnahmekriterien die Qualität gewährleisten will. Die Society of Australian Golf Course Architects gibt seit 1997 die international renommierte Fachzeitschrift Golf Architecture heraus und empfiehlt für Berufsanfänger eine Ausbildung zum Landschaftsarchitekten mit anschließenden Spezialisierungskursen privater Institute.

## Entlohnung
Renommierte Büros, wie etwa die von Arnold Palmer oder Pete Dye, müssen als mittelständische Unternehmen betrachtet werden. Sie verlangen etwa 1,5 Millionen Euro für den Entwurf eines Golfplatzes (Design Fees, also ohne Baukosten). Weniger bekannte Golfarchitekten liegen zumeist zwischen 200.000 und 300.000 Euro.